# Kanton Baud
Baud is een voormalig kanton van het Franse departement Morbihan. Het kanton maakte deel uit van het arrondissement Pontivy. Het werd opgeheven bij decreet van 21 februari 2014, met uitwerking op 22 maart 2015. De gemeenten werden toegevoegd aan het kanton Pontivy.

## Gemeenten
Het kanton Baud omvatte de volgende gemeenten:
- Baud (hoofdplaats)
- Bieuzy
- Guénin
- Melrand
- Pluméliau
- Saint-Barthélemy